# Creștinismul în Iordania

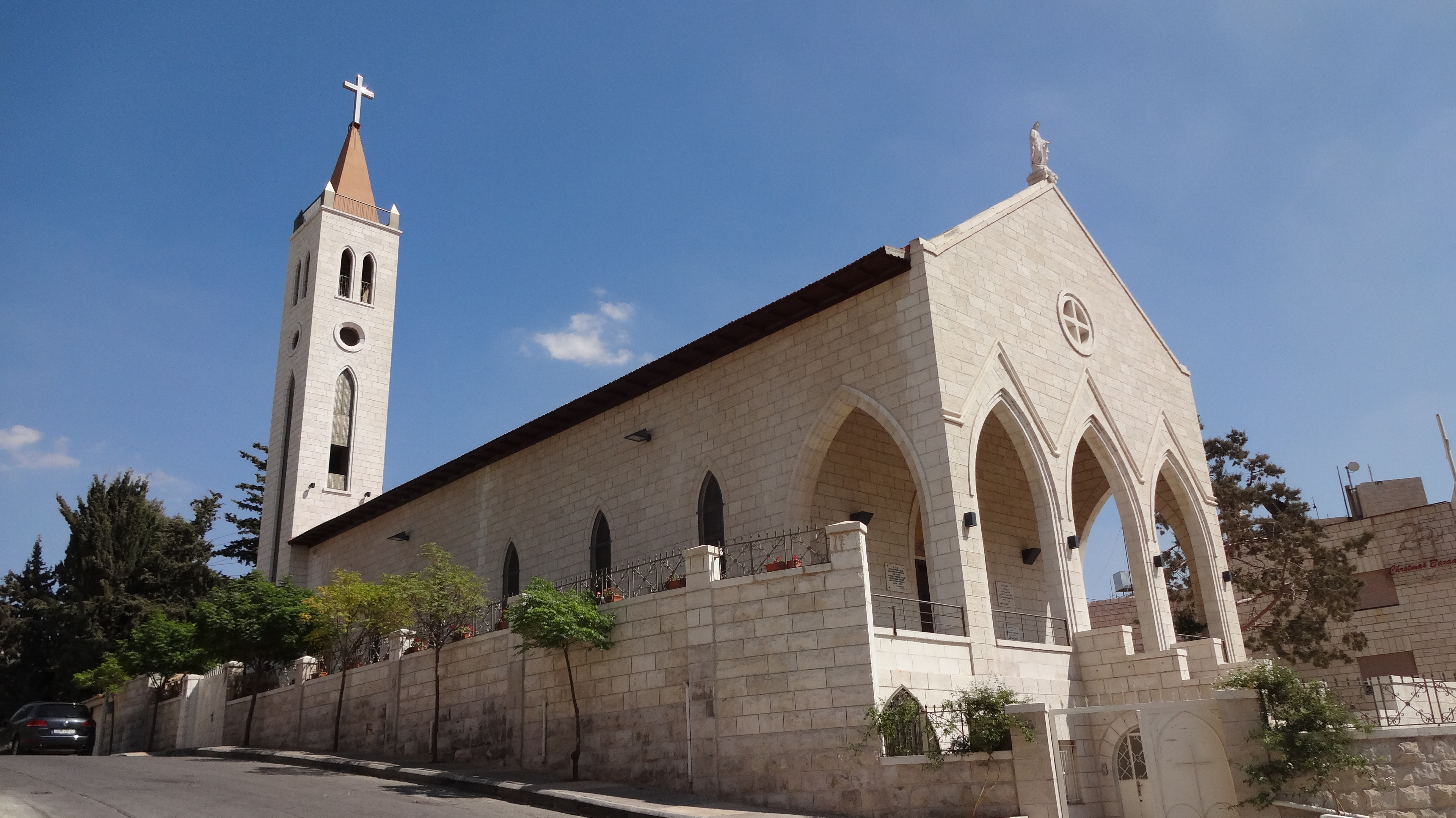
en

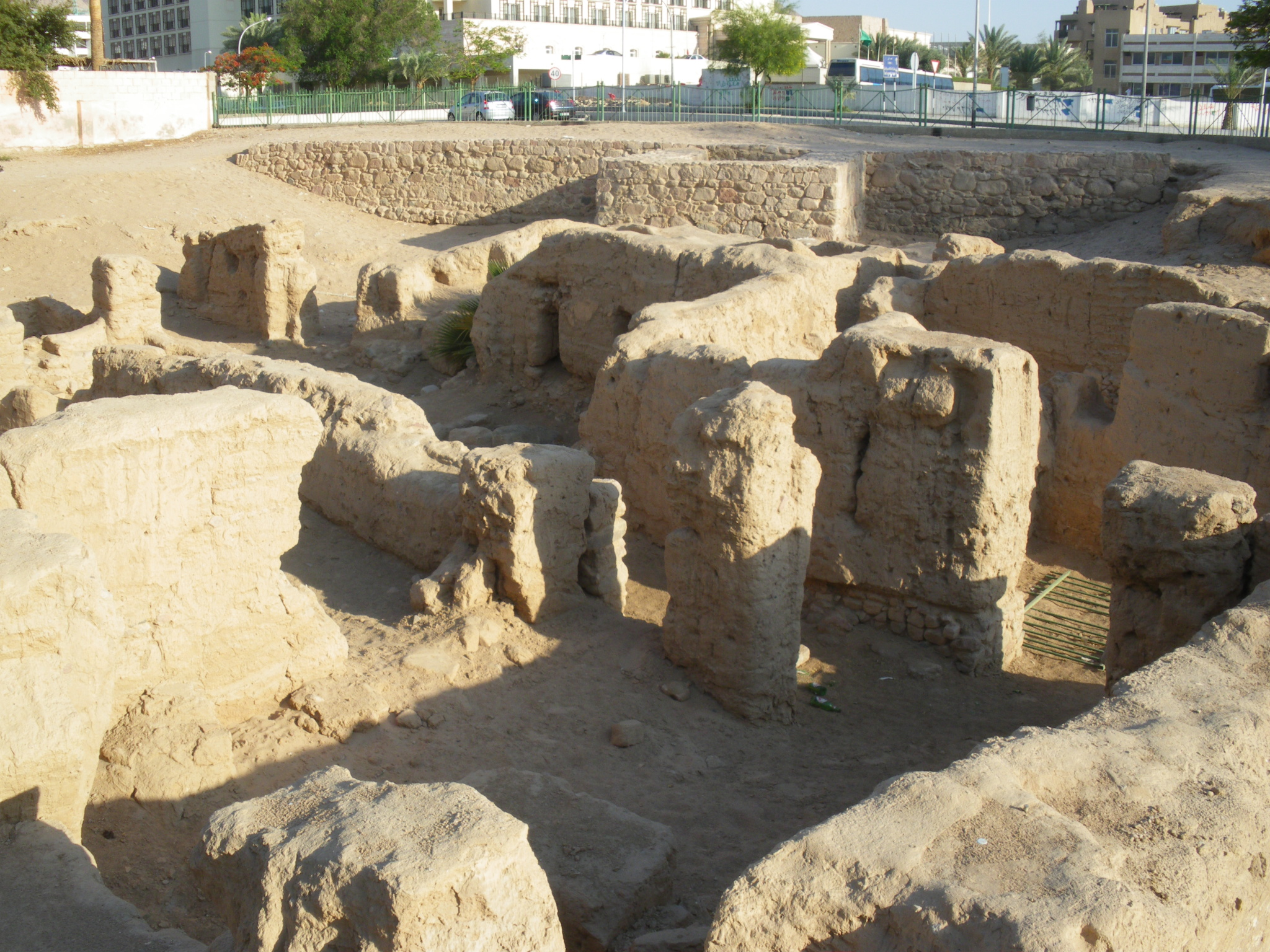
Ruinele Bisericii din Aqaba (sec. al III-lea)

La începutul secolului XX comunitatea creștină din Orientul Mijlociu reprezenta aproximativ 20% din populație, dar acest procent a ajuns în prezent la 3-4%. Declinul accentuat al populației creștine din Orientul Mijlociu a fost provocat, în principal, de conflictele sângeroase care au devastat zona, absența oportunităților economice și persecuțiile de natură religioasă. În prezent, aproximativ 15 milioane de creștini trăiesc în Orientul Mijlociu și nordul Africii, cea mai mare comunitate fiind prezentă în Egipt, aproximativ 10 milioane de persoane, reprezentând 10% din populația țării .
Exacerbarea ideologiei jihadiste, începând cu 2003, a avut un impact negativ asupra relațiilor dintre creștini și musulmani. Totodată, evenimentele asociate Primăverii Arabe (demarate în 2011) au creat presiuni suplimentare asupra comunităților creștine din Orientul Mijlociu și nordul Africii.
În Egipt, tensiunile dintre musulmani și creștini s-au amplificat pe timpul guvernării Frăției Musulmane (2012-2013), iar conflictele din Siria și Irak au contribuit la creșterea nivelului de violență împotriva comunităților creștine din cele două state.
În Irak, numărul creștinilor a scăzut de la aproximativ 5 milioane (înainte de 2003), la 200000-250000 (în prezent). În Siria trăiau 1,8 milioane de creștini (8% din populație) înainte de 2011. Din cauza conflictului intern, aproape jumătate dintre aceștia au părăsit țara.
Statutul minorității creștine diferă de la țară la țară, creștinii din Iordania, Liban și Egipt beneficiind de mai multe drepturi decât cei din Irak, Siria sau Arabia Saudită. 
Libanul este considerat statul din regiune care acordă cele mai multe drepturi și libertăți minorităților religioase. Comunitatea creștină din această țară reprezintă 40% din populație, cel mai mare procent de creștini care trăiesc într-un stat arab . 

## Iordania – date generale
Iordania (Regatul Hașemit al Iordaniei) este monarhie constituțională situată în nord-vestul Peninsulei Arabe și se învecinează la nord cu Siria, la nord-est cu Irak, la sud-est cu Arabia Saudită și la vest cu Israel și Cisiordania. Iordania are ieșire la Marea Roșie (lungime de coastă de 26 km) prin portul Aqaba.
Iordania are o suprafață de 90.000 km² și o populație de 10,5 milioane de locuitori, dintre care 97,2% sunt musulmani sunniți și 2,2% creștini (majoritatea greci – ortodocși). Religia oficială este islamul, dar creștinismul este o religie recunoscută de către autorități. Arabii reprezintă 98% din populație, iar 67% dintre aceștia sunt palestinieni.
Iordania este statul arab care are cea mai lungă frontieră cu Israelul și cel mai jos punct de nivel din Asia (-431 m), Marea Moartă (locul doi în lume din punct de vedere al concentrației de sare în apă, după Lacul Assal din Djibouti).  
Capitala țării este Amman, iar alte orașe importante sunt Irbid, Zarka, Mafraq, Balqa.
Emiratul Transiordania a fost înființat în anul 1921, după destrămarea Imperiului Otoman la sfârșitul Primului Război Mondial. Emiratul a fost condus de emirul Abdullah bin Al Hussein și se afla sub protecție britanică. 
Iordania și-a câștigat independența în anul 1946, denumirea oficială a statului fiind Regiunea Autonomă Transiordania, iar emirul Abdullah a devenit regele Abdullah I. 
În anul 1949 numele țării a fost schimbat în Regatul Hașemit al Iordaniei. 
Regele Abdullah I a condus țara până în anul 1951 (când a fost asasinat), iar la tron i-a succedat regele Hussein (Hussein bin Talal). În anul 1999 regele Hussein a murit (fiind bolnav de cancer), iar conducerea țării a fost preluată de fiul său, regele Abdullah al II-lea (Abdullah bin Al Hussein).  
Iordania este dispusă într-o regiune caracterizată de instabilitate și probleme de securitate, fiind implicată în conflicte armate cu Israelul în 1948 (războiul arabo-israelian) și 1967 (războiul de șase zile). În 1994 Iordania a semnat un tratat de pace cu Israelul, dar relațiile dintre cele două țări nu sunt complet normalizate.

## Comunitatea creștină – statut și evoluție
Comunitatea creștină reprezintă 2,2% din populație și este formată, în principal, din greci-ortodocși (90000), catolici (30000) și protestanți (20000) . Comunitatea este dispusă în Amman și pe Valea Iordanului, iar membrii acesteia aparțin, preponderent, clasei sociale mijlocii și celei superioare.

### Până la Primul Război Mondial
Creștinii s-au stabilit în Iordania imediat după apariția creștinismului, zona reprezentând un refugiu pentru creștinii persecutați din Ierusalim și Roma în timpul secolului I e.n. Creștinismul a devenit religie acceptată în secolul IV, multe biserici și capele fiind construite pe tot cuprinsul țării în acea perioadă. 
Creștinismul a decăzut lent în regiune după ce armatele musulmane au cucerit zona în secolul VII e.n. și a avut o perioadă de revenire la sfârșitul secolului XI, când cruciadele au adus biserica catolică în zonă.
Începând cu secolul XIX, misionari creștini au demarat activități pentru dezvoltarea unei rețele de școli și instituții sociale și religioase în regiune. Educația a fost un factor important în procesul de consolidare a comunității și pentru accesarea unor poziții cheie, de către membrii comunității, în societatea iordaniană . Pe de altă parte, comunitatea creștină a fost slăbită din cauza migrației economice, mulți creștini părăsind țara în căutarea unor condiții de viață mai bune.

### După Primul Război Mondial
La sfârșitul Primului Război Mondial, destrămarea Imperiului Otoman a condus la întărirea poziției comunității creștine și a instituțiilor sale religioase pe teritoriul Transiordaniei. Acest proces a cuprins toate comunitățile, indiferent de credință, iar membrii acestora, pe timpul a câțiva ani (1921-1923), au fost integrați și recunoscuți de către noile autorități ale Emiratului Transiordania.
În timpul Imperiului Otoman, relațiile dintre musulmani și creștini erau stabilite de reguli islamice, potrivit cărora creștinii erau protejați sub dominația islamului. 
Ulterior, potrivit obligațiilor asumate de Liga Națiunilor, Marea Britanie ca putere mandatară, a garantat drepturile minorităților. Autoritățile britanice au estimat în 1921 populația Emiratului Transiordaniei la 230000 de persoane, dintre care 10% erau creștini .
Începând cu anii ‘20, parohiile și celelalte instituții misionare creștine au fost separate de centrele religioase din Siria și Palestina și au devenit parte a entităților Emiratului Transiordaniei.
Pe parcursul primelor decade ale secolului XX, autonomia tradițională a comunităților religioase s-a erodat treptat odată cu evoluția procesului de consolidare a structurilor statului hașemit, care a impus autoritatea centrală. În această perioadă comunitatea creștină a fost recunoscută ca minoritate religioasă și instituțiile sale au fost integrate în structurile statului iordanian.
În consecință, instituțiile religioase creștine au fost obligate să renegocieze și să-și reconfigureze structura în conformitate cu noul stat înființat. Pe de altă parte, creștinii din Transiordania au rămas atașați trecutului lor tribal, similar modului tribal de viață al musulmanilor, iar acest fapt le-a permis să acceadă în diferite poziții politice și administrative ale statului hașemit, participând la procesul de consolidare statală a emiratului.
În anul 1925 a fost adoptată Legea organică,  care a stabilit relațiile dintre creștini și musulmani în Transiordania, prin combinarea tradițiilor islamice cu practica juridică și administrativă occidentală. Potrivit legii, creștinii și musulmanii au devenit cetățeni ai aceluiași stat, cu drepturi egale. Islamul a fost declarat religie de stat, iar creștinilor li s-a garantat libertatea religioasă. Bisericile au fost recunoscute oficial, iar comunitatea a primit dreptul de a înființa școli proprii. Legea organică a acordat creștinilor un număr de locuri în instituțiile de reprezentare, printre care 13 mandate în Consiliul legislativ.

### După câștigarea independenței
La finalul celui de-al Doilea Război Mondial emiratul și-a câștigat independența și a devenit Regatul Hașemit al Iordaniei, iar mai târziu, în perioada 1950-1967, și-a extins autoritatea asupra Cisiordaniei și Ierusalimului.
În aceste condiții, comunitatea creștină, inclusiv instituțiile sale religioase, a intrat într-o nouă fază de reconfigurare. Aproximativ 60000 de creștini palestinieni și-au părăsit locuințele din zona Înălțimilor Golan și a coastelor, stabilindu-se în teritoriile controlate de hașemiți. Pe de altă parte, odată cu proclamarea statului Israel (1948), o componentă a comunității creștine din Palestina a devenit pentru prima oară în istorie o minoritate într-un stat în care evreii erau majoritari. 
Constituția iordaniană, adoptată în 1952, nu a adus modificări considerabile în statutul comunității creștine. Constituția proclamă islamul ca religie de stat, dar garantează libera practică a tuturor religiilor care respectă legislația, principiile de moralitate și nu instigă la dezordine publică. Totodată, Constituția garantează că cetățenii nu vor fi discriminați pe criterii religioase, dar stipulează că regele trebuie să fie musulman.
Aceleași principii au fost reiterate și întărite de Pactul național adoptat în 1991, document în care s-a făcut apel la toleranță și respectarea drepturilor religioase.
În Iordania există 11 grupuri creștine recunoscute oficial, astfel: grec-ortodox, romano-catolic, armean – ortodox, melkite – catolic, anglican, maronit - catolic, luteran, sirian – ortodox, adventist de ziua a șaptea, penticostal unit și copt .
Comunitățile religioase non-islamice recunoscute nu primesc subvenții de la stat și sunt independente administrativ și financiar față de stat.
Liderii celor 11 grupuri creștine formează Consiliul Liderilor de Biserici (Council of Church Leaders), organism de consiliere pentru autorități în legătură cu recunoașterea și înregistrarea altor grupuri religioase creștine. Consiliul servește și ca organism administrativ care eliberează documente civile, precum cele de căsătorie și moștenire .
Pentru ca un grup religios creștin să fie recunoscut și înregistrat trebuie să îndeplinească următoarele criterii: activitățile grupului nu trebuie să încalce prevederile Constituției, tradițiile și obiceiurile locale,doctrina religioasă a grupului nu trebuie să fie îndreptată împotriva islamului, grupul trebuie să fie recunoscut de Consiliul bisericilor din Orientul Mijlociu (the Middle East Council of Churches), organism regional care cuprinde patru familii de biserici (catolică, ortodoxă, est-ortodoxă și protestantă / evanghelică) și grupul trebuie să fie compus dintr-un număr minim de cetățeni.
Grupurile creștine nerecunoscute nu au reprezentanți în Consiliul Liderilor de Biserici și, potrivit Legii asociațiilor adoptată în 2008, trebuie să se înregistreze la Ministerul Justiției ca societăți, să obțină aprobarea guvernului pentru buget și fondurile străine primite.
Constituția prevede dreptul congregațiilor religioase de a-și înființa propriile școli, după ce în prealabil au primit aprobarea Ministerului Educației, dar stipulează dreptul statului de a controla programele de învățământ.
Diferite grupuri creștine (incluzând baptiști, anglicani, ortodocși și romano-catolici) administrează școli private în mai multe orașe. Aceste școli includ clase creștine, dar sunt deschise și pentru membrii altor comunități religioase.
Cunoașterea Coranului reprezintă o obligație pentru toți elevii musulmani din școli publice sau private, dar este opțională pentru elevii care au altă apartenență religioasă.
Religia islamică este subiect opțional pentru candidații de alte religii la învățământul universitar standard sau pentru viitorii studenți musulmani care vor urma un program de învățământ internațional. 
Constituția prevede existența curților civile, religioase și speciale. Curțile religioase se împart în curți șaria și tribunale religioase ale altor comunități religioase recunoscute.
Potrivit Constituției, aspectele ce țin de statutul persoanei, precum afilierea religioasă, căsătoria, divorțul, custodia copiilor și moștenirea se află în jurisdicția curților religioase.
Asemenea curți există pentru comunitățile religioase grec-ortodoxă, romano-catolică, melkit – catolică, armean – ortodoxă, coptă, sirian – ortodoxă și anglicană.
Potrivit legii, membrii comunităților religioase recunoscute care nu dispun de curți religioase proprii se pot adresa curților civile pentru a-și soluționa problemele. Nu există tribunale pentru atei sau grupuri religioase nerecunoscute. Astfel de persoane trebuie să se adreseze curților civile pentru soluționarea litigiilor.
Statul garantează reprezentarea comunității creștine în parlament, astfel încât creștinii beneficiază de 9 locuri în Camera Reprezentanților, camera inferioară a parlamentului care numără 120 de locuri. Guvernul depune eforturi pentru integrarea și prezervarea vocilor creștinilor în sistemul politic, având în vedere că cele 9 locuri ar reveni unei comunități cu o pondere de 7,5% din totalul populației, iar comunitatea creștină are numai 2,2%. Totodată, cele 12 locuri rezervate femeilor în parlament sporesc șansele de reprezentare a comunității creștine peste cele 9 locuri garantate de stat.
Mai mult, creștinii sunt reprezentați în guvern, ocupă funcții de consilieri în palat, funcționari în administrație și în armată. Practic, creștinii din Iordania beneficiază de drepturi pe care nu le mai întâlnim în alte state arabe, cu excepția Libanului.
Există și probleme încă nerezolvate, precum căsătoria dintre un creștin și o femeie musulmană, anumite aspecte referitoare la moștenire, custodia asupra copiilor în familiile mixte, interzicerea convertirii de la islam, imposibilitatea pentru creștini de a ocupa funcțiile politice și militare cele mai înalte în stat etc.
Șaria nu permite căsătoria dintre o femeie musulmană și un bărbat nemusulman. Bărbatul trebuie să se convertească la islam pentru ca această căsătorie să fie recunoscută legal. 
Dacă o femeie creștină căsătorită se convertește la islam, bărbatul trebuie să se convertească la islam pentru a menține căsătoria legală .
Dacă un tată musulman divorțează de soția sa nemusulmană, aceasta pierde custodia asupra copiilor când aceștia ajung la vârsta de 7 ani.
Exceptând problemele menționate anterior, autoritățile iordaniene au creat un climat pozitiv de coexistență între musulmani și creștini, iar drepturile și libertățile acordate creștinilor  demonstrează faptul că minoritatea creștină este importantă pentru regat și aduce o contribuție semnificativă la dezvoltarea țării.